# Бережной, Андрей Александрович
Андрей Алекса́ндрович Бережной (род. 8.01.1965; Запорожье (УССР)) — российский предприниматель и политический деятель, создатель и генеральный директор фирмы «Ralf Ringer», член Федерального Совета Всероссийской политической партии «Партия Дела».

## Биография
Андрей Александрович Бережной родился 8 января 1965 года в городе Запорожье (УССР) в семье инженеров.

### Образование
Окончил музыкальную школу по классу скрипки. После окончания средней школы поступил и в 1989 году окончил с отличием МИЭТ.

### Работа инженером
Создатель собственной инженерной разработки — пьезокерамического дисплея, дававшего возможность слепым людям пользоваться компьютером с помощью азбуки Брайля.

### Бизнес-карьера
В 1992—1996 год продавал обувь. В 1996 году начал производство обуви, создав концерн и бренд «Ralf Ringer».
По состоянию на конец 2017 года, в компанию «Ralf Ringer» входит три обувных фабрики: в Москве, Владимире и Зарайске.
Журнал «Forbes» констатирует: «Ralf Ringer — одна из немногих российских обувных компаний, развивающих производство у себя на родине».
По оценке журнала «Секрет фирмы» Андрей Бережной — «один из самых успешных обувщиков страны».

Андрей Бережной — уникальный  пример на рынке, который был массово проигран. Много лет удерживать позиции в производстве обуви, где все массово устремились в Китай, дорогого стоит.
— Журнал «Рынок легкой промышленности» (2010. № 8).
В декабре 2024 года арбитражный суд Москвы признал банкротом АО «Ralf Ringer» по заявлению ООО «Стивали».

### Политическая деятельность
В ноябре 2017 года на IV съезде «Партии Дела» вступил в эту партию, заявив: «Стратегия развития страны через развитие внутреннего рынка, с моей точки зрения, единственная понятная и конструктивная стратегия. Такой и является экономическая программа "Партии Дела". В ней чётко сказано — ребята, давайте прекратим разговаривать и начнём производить. Так что я, как производственник, буду рад работать на благо страны через "Партию Дела"».
Член Федерального Совета «Партии Дела» (с 27.11.2017).

## Взгляды в области экономики
- Считает, что для развития российской экономики государство должно проводить соответствующую экономическую политику[11]
- Основной источник роста российской экономики видит в развитии внутреннего производства
- Говорит о необходимости принятия государством протекционистских мер, направленных на поддержку российских предприятий реального сектора экономики
- Считает, что предприятия России должны иметь возможность в любой момент произвести весь спектр товаров, которые необходимы для самообеспечения страны
- Считает, что государство должно защищать внутренний рынок
- Выступает против политики свободного валютного курса
- Считает, что рецепты решения экономических проблем России находятся в экономической программе «Партии Дела»[6][12]
- Предлагает создать механизм ответственности высокопоставленных начальников за последствия их управления посредством введения уголовного наказания для тех чиновников (работников исполнительной власти) депутатов всех уровней, начальников силовых структур (полиция, прокуратура, Следственный комитет, ФСБ), судей и членов их семей (кроме совершеннолетних детей), которые откажутся после отставки жить в том населенном пункте (регионе), где они начальствовали[13][14]

## Семья
Женат, воспитывает троих сыновей.

## Увлечения
- Футбол
- Литература
- Историософия[3]

## Избранные интервью
- Ёлкина Ксения. «Ботинки навсегда» // портал «Sostav.ru», 9.11.2006
- Миргородский Валерий. «Андрей Бережной: "Я всегда считал, что миром правят инженеры"» // интернет-газета «Вакансия.ru», 14.02.2007
- «Я буду рисковать, даже понимая, что, может быть, ни черта не выйдет» // журнал «Forbes», 26.08.2011
- «Андрей Бережной: "Вращающий Землю"» // «Деловой Портал», 30.08.2013
- Андреева Ольга. В деньгах счастье: Пять бизнесменов, которые строят свои города солнца // газета Коммерсантъ, 21.01.2017
- Кушнир Дарья. Андрей Бережной (Ralf Ringer): «Что такое свобода? Сказать любому: пошёл ты на...» // журнал «Секрет фирмы», 18.10.2017
- Гендиректор Ralf Ringer Андрей Бережной о присоединении к «Партии Дела»: «Я, наконец, почувствовал себя участником большого дела»: интервью «Накануне.ru» на сайте «Комментарии.ru», 04.12.2017